# Ninoxe de Mindanao
Ninox spilocephala
Espèce
Statut de conservation UICN

 NT  : Quasi menacé
Statut CITES
La Ninoxe de Mindanao (Ninox spilocephala) est une espèce d'oiseaux de la famille des Strigidae, autrefois considérée comme une sous-espèce de la Ninoxe des Philippines (N. philippensis).

## Répartition
Cette espèce vit dans le sud des Philippines, sur les îles de Basilan, Mindanao, Siargao et Dinagat.